# Glamorgan Spring Bay Council
Glamorgan Spring Bay Council is een Local Government Area (LGA) in Australië in de staat Tasmanië. Glamorgan Spring Bay Council telt 4.383 inwoners. De hoofdplaats is Swansea.